# Николай Тонев
Николай Тонев Николов е българска политик и кандидат-член на ЦК на БКП.

## Биография
Роден е на 9 август 1919 г. в русенското село Новград. От 1933 г. учи в гимназията в Свищов. На следващата година прекъсва учението и става надничар в общината в Новград. През 1936 г. отново започва да учи в гимназията в Свищов. Член е на РМС от 1938 г., а на БКП от 1942 г. От 1940 до 1941 г. работи в ДЗС „Дунав“. През 1941 г. се записва в Софийския университет. На следващата година е арестуван и осъден на 15 години затвор. През август 1944 г. е освободен от югославските партизани и взема участие в сформирането на войнишки партизански батальон „Васил Коларов“. От септември 1944 до 1945 г. е кмет на родното си село. През 1945 г. става инструктор в ОК на БКП в Свищов. След това до 1947 г. е последователно завеждащ отдел „Пропаганда и агитация“ и организационния отдел. От 1947 до 1949 г. е секретар на ОК на БКП в Свищов. От 1950 г. е секретар на ОК на БКП в Плевен. В периода 7 април 1961 – 8 април 1965 г. е първи секретар на ОК на БКП в Плевен. От 5 ноември 1962 до 2 април 1976 г. е кандидат-член на ЦК на БКП.